# 斡耳朵
斡耳朵（古突厥文：𐰇𐱃𐰀‬，转写：Orda，转写：orda/ordu/ordon/horde），又译称斡鲁朵/兀兒朵、斡里朵、兀鲁朵、窝里陀、斡爾朵、鄂爾多等，意为宫帐或宫殿，是突厥、蒙古、契丹等游牧民族的皇家住所和后宫管理、继承单位。最早见于唐代古突厥文的碑铭。
广义的斡耳朵也指宫室建筑或家眷。例如遼德宗将其建立的西辽都城命名为虎思斡鲁朵。也可解國家，俄羅斯人在金帳汗國時代稱直接臣服的國家為大斡耳朵。突厥人也将其军营的营盘称为“乌尔都”，是乌尔都语这个称呼的来源。

## 辽代
辽代的斡鲁朵是辽太祖设立的禁軍及皇家警卫系统，负责守卫皇宫、皇帝出行保安，以及皇帝去世后为之守陵。
遼國皇帝徵募固定兵員，與部落騎兵和漢人相混，組成禁軍「斡魯朵」，部署在帝國的戰略要地，作戰時則首先行動。耶律阿保機時斡魯朵號稱十萬，隨著領土擴張，斡魯朵軍和相關民戶數量也大為增加。透過發展禁軍及嚴格控制皇族成員，遼朝成功削弱了部落貴族的權力。
《辽史》记载了下列斡鲁朵：
- 算斡鲁朵（心腹），又称弘义宫，属于辽太祖；
- 蒲速斡鲁朵（兴隆），又称长宁宫，属于辽太祖皇后述律平；
- 国阿辇斡鲁朵（收国），又称永兴宫，属于辽太宗；
- 耶鲁斡鲁朵（兴盛），又称积庆宫，属于辽世宗；
- 夺里本斡鲁朵（讨平），又称延昌宫，属于辽穆宗
- 监母斡鲁朵（遗留），又称彰愍宫，属于辽景宗；
- 孤稳斡鲁朵（玉），又称崇德宫，属于辽景宗皇后萧绰；
- 女古斡鲁朵（金），又称兴圣宫，属于辽圣宗；
- 窝笃斡鲁朵（孳息），又称延庆宫，属于辽兴宗；
- 阿思斡鲁朵（宽大），又称太和宫，属于辽道宗；
- 阿鲁斡鲁朵（辅佑），又称永昌宫，属于辽天祚帝；
- 赤寔得本斡鲁朵（孝），又称敦睦宫，属于辽圣宗之弟耶律隆庆。

## 蒙古
成吉思汗将其众多的妻妾分成四个斡耳朵：大斡耳朵、第二、第三、第四斡耳朵，分别由孛儿帖、忽兰、也遂和也速干管领。他去世后的遗产由各斡耳朵在世的后妃按顺序继承，大斡耳朵被拖雷继承。成吉思汗的四斡耳朵对后世象征着蒙古本部。忽必烈于至元二十九年（1292年）封皇孙甘麻剌为晋王，统领“太祖四大斡耳朵之地”。
元朝建立以后，大都的皇宫为土木建筑而不是帐篷，但斡耳朵的名字和制度仍旧保留。忽必烈也设有四斡耳朵，分别由他的帖古伦大皇后、察必皇后及其妹南必、塔剌海和伯要兀真后掌管。各斡耳朵都有自己的封邑。其后的元朝皇帝也有自己的斡耳朵，各有属民、纳税和皇室岁赐等收入，去世后留给后妃和其皇家继承人。
元朝政府还设立了专门的三品官职以管理已故皇帝的斡耳朵，例如元成宗的斡耳朵由长庆寺管理。
现代内蒙古自治区地名鄂爾多斯即來自此詞。